# Pentakarbonylek żelaza
Pentakarbonylek żelaza, Fe(CO)
5 – nieorganiczny związek chemiczny z grupy karbonylków, kompleks żelaza na 0 stopniu utlenienia. Był stosowany jako środek przeciwstukowy do benzyny, jednak obecnie wykorzystywany jest głównie jak prekursor wielu związków metaloorganicznych służących jako katalizatory w syntezie organicznej.

## Budowa cząsteczki
Ligandy karbonylkowe wokół centralnego atomu żelaza układają się w idealną bipiramidę trygonalną, w której trzy z nich znajdują się w jednej płaszczyźnie (ligandy ekwatorialne), zaś dwa znajdują się pod i nad tą płaszczyzną (ligandy aksjalne). Przy takim układzie, w widmach 13
C-NMR można oczekiwać dwóch sygnałów pochodzących od karbonylkowych atomów węgla, tymczasem w widmach wykonywanych w temperaturze pokojowej jest widoczny tylko jeden sygnał. Tłumaczy się to zjawiskiem bardzo szybkiej zamiany pozycji ligandów aksjalnych i ekwatorialnych zgodnie z mechanizmem pseudorotacji, w wyniku czego na widmie NMR rejestrowany jest jeden, uśredniony sygnał. Zjawisko pseudorotacji dodatkowo stabilizuje ten związek.

## Otrzymywanie
Związek ten został prawdopodobnie otrzymany po raz pierwszy przez Ludwiga Monda w 1891 roku, w bezpośredniej reakcji tlenku węgla z pyłem żelaza, choć Mond nie zidentyfikował nawet składu pierwiastkowego uzyskanego związku:
Fe + 5CO → Fe(CO)
5
Reakcja ta została później wykorzystana w technologii otrzymywania ultraczystego żelaza, stosowanego m.in. do produkcji taśm magnetycznych przez przedsiębiorstwo BASF.

## Właściwości
W warunkach standardowych pentakarbonylek żelaza jest lepką, żółtą cieczą o ostrym i nieprzyjemnym zapachu. Ma, jak na związek o tak wysokiej masie cząsteczkowej, wysoką prężność par (40 mmHg w 30 °C), co w połączeniu z jego wysoką toksycznością powoduje, że bardzo łatwo jest się nim zatruć. Praca z pentakarbonylkiem żelaza wymaga więc dużej ostrożności. Wdychanie par tego związku powoduje podrażnienie błon śluzowych górnych dróg oddechowych i podrażnienie płuc, a przy wyższych dawkach silny również obrzęk płuc, który może spowodować natychmiastowy zgon przez uduszenie. Związek ten jest łatwopalny.
Pentakarbonylek żelaza jest, jak na kompleks karbonylkowy, stosunkowo mało reaktywny z uwagi na jego homoleptyczność (zbudowany jest tylko z jednego rodzaju ligandów), a w konfiguracji elektronowej atomu żelaza znajduje się 18 elektronów. Powoli rozkłada się w kontakcie z powietrzem i wilgocią.
Fotoliza Fe(CO)
5 w obecności bezwodnika octowego prowadzi do powstania Fe
2(CO)
9, który również został po raz pierwszy otrzymany przez Monda:
2Fe(CO)
5 → Fe
2(CO)
9 + CO
Ogrzewanie pentakarbonylku żelaza bez dostępu powietrza prowadzi do otrzymania niewielkich ilości Fe
3(CO)
12, choć nie jest to dogodna metoda syntezy tego związku:
3Fe(CO)
5 → Fe
3(CO)
12 + 3CO

## Zastosowanie

### W syntezie organicznej i nieorganicznej
Fe(CO)
5 znajduje szerokie zastosowanie w syntezie związków organicznych i metaloorganicznych.

#### Reakcje z zasadami Lewisa
Substytucja kolejnych ligandów CO przez zasady Lewisa (L) prowadzi do otrzymania serii pochodnych o ogólnym wzorze Fe(CO)
5−xL
x. Można w ten sposób otrzymywać metaloorganiczne pochodne izocyjanianów, fosfin, arsenianów i alkenów. Zwykle reakcje te kończą się na wyparciu z pentakarbonylku żelaza jednego lub dwóch ligandów karbonylkowych, jednak silne zasady (np. PF
3) mogą wyprzeć nawet pięć ligandów. Przykładem jest synteza bis(trifenylofosfinowego) kompleksu Fe(CO)
3(P(C
6H
5)
3)
2. Reakcje te mogą być inicjowane fotochemicznie lub przez dodanie NaOH oraz NaBH
4.

#### Reakcje redoks
Reakcja Fe(CO)
5 z halogenami prowadzą do otrzymania w pierwszym etapie mieszanych halogeno-karbonylków żelaza(II): Fe(CO)
4X
2 (gdzie X = I, Br, Cl), które następnie samorzutnie rozkładają się do odpowiednich halogenków żelaza z wydzieleniem CO. Jest to wykorzystywane m.in. przy produkcji czystego chlorku żelaza(II).
Redukcja Fe(CO)
5 sodem to podstawowa metoda syntezy soli sodowej tetrakarbonylożelaza(II) (Na
2Fe(CO)
4), znanej jako odczynnik Collmana, który umożliwia bezpośrednią syntezę aldehydów z chloroalkanów.

#### Reakcje z dienami
Wiele dienów reaguje z Fe(CO)
5 tworząc kompleksy alkenowe typu (dien)Fe(CO)
3, z wydzieleniem dwóch cząsteczek CO. Reagują w ten sposób m.in. norbornadien i 1,3-butadien. Reakcja ta umożliwiła „zamrożenie” cyklobutadienu w formie jego kompleksu (C
4H
4)Fe(CO)
3, dzięki czemu udowodniono istnienie cyklobutadienu, który w stanie wolnym jest wysoce nietrwały. Szczególnym zainteresowaniem ze względu na swoje właściwości katalityczne cieszą się kompleksy karbonylkowo-żelazowe cykloheksadienów.

### Pozostałe zastosowania
Ze względu na ochronę patentową użycia tetraetylołowiu jako środka przeciwstukowego przez koncern General Motors konkurenci pracowali nad znalezieniem jego zamienników. Pentakarbonylek żelaza został opatentowany jako środek przeciwstukowy w Niemczech w 1926 roku. Miał on nawet lepsze właściwości antystukowe od tetraetylołowiu, lecz jego wadą było gromadzenie się tlenków żelaza w układach wydechowych samochodów. Mimo to był on stosowany na masową skalę w latach 30. XX wieku przez Niemców.
Fe(CO)
5 jest stosowany do otrzymywania tzw. żelaza karbonylowego, tj. ultraczystego pyłu żelaza stosowanego przy produkcji taśm magnetycznych, rdzeni ferrytowych stosowanych w wewnętrznych antenach radiowych, cewkach, a także do pokrywania powierzchni samolotów i statków w technologii stealth. Produkcja żelaza karbonylowego polega na bezpośredniej reakcji pyłu żelaza z tlenkiem węgla metodą Monda, po czym przeprowadza się kontrolowany rozkład termiczny powstałego pentakarbonylku żelaza. Głównym producentem żelaza karbonylkowego jest przedsiębiorstwo BASF.